# Velarium (zoologia)

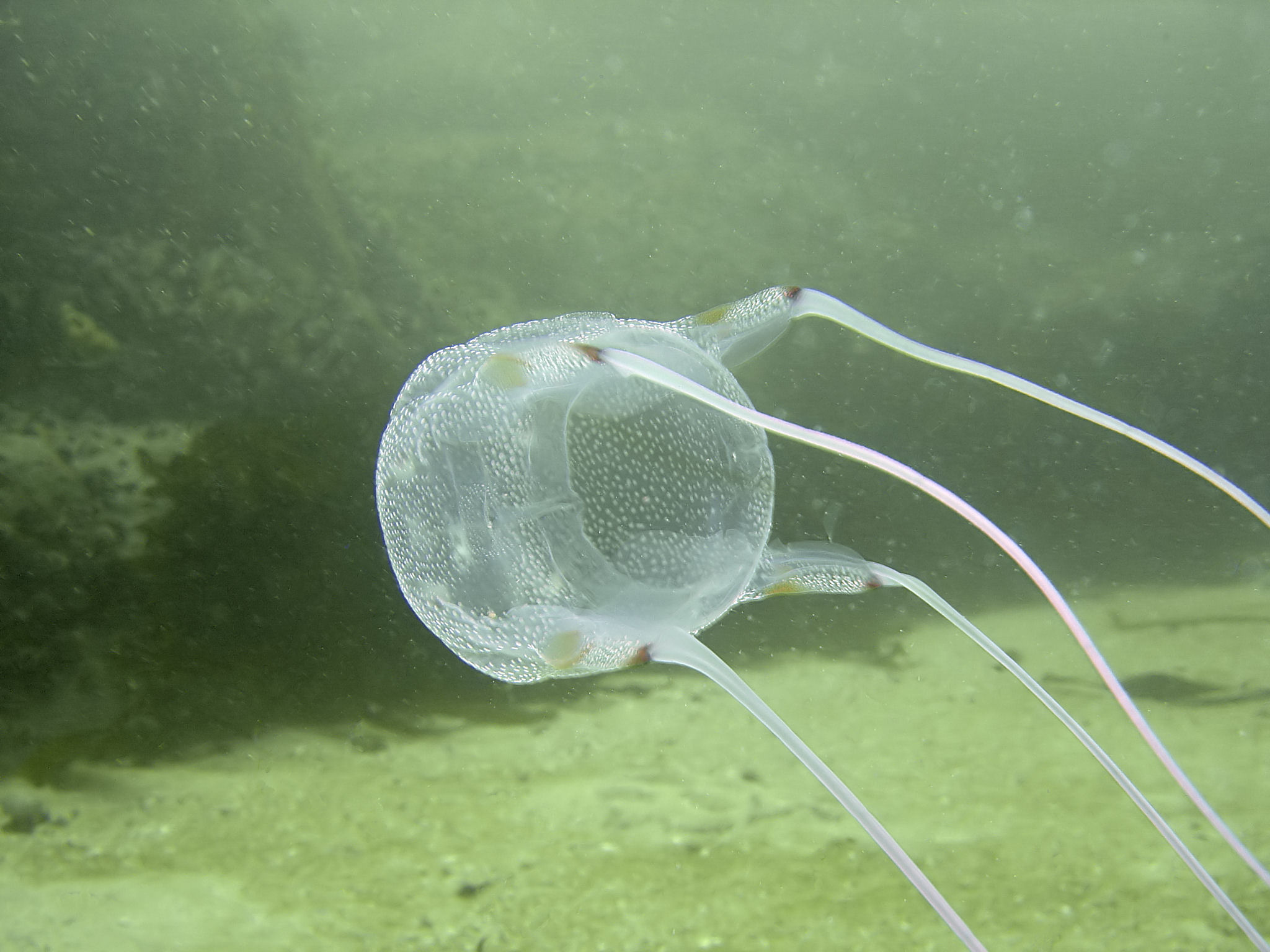
Il velarium si trova nella parte inferiore della campana delle meduse: nella Carybdea branchi non ha nematocisti, al contrario del resto dell'esombrella.

Il velarium è una parte anatomica caratteristica delle meduse Cubozoa. Si tratta di un lembo di tessuto vascolarizzato che si estende della parte inferiore della campana, che chiude parzialmente. La medusa si sposta per contrazioni successive del velarium che generano un flusso d'acqua pulsata dall'interno della subombrella. 

## Descrizione
Il velarium dei cubozoi ha caratteristiche e funzioni simili al velum degli idrozoi, ossia è mobile e le sue contrazioni generano un flusso d'acqua che permette alla medusa di nuotare e di cambiare direzione. Al contrario del velum degli idrozoi, costituito da un semplice lembo di mesoglea circondato da uno strato di ectoderma, il velarium dei cubozoi è vascolarizzato e composto da del tessuto dell'endoderma, anch'esso avvolto da dell'ectoderma. 
Il velarium nasce dal bordo inferiore dell'esombrella ed è costituito da un tessuto sottile percorso da piccoli solchi detti "canali". Altri tratti distintivi possono essere, a seconda della specie, la presenza di frenuli, quattro membrane che connettono il velarium alle aree periradiali della subombrella, e la presenza di gruppi di nematocisti. 
In alcune specie, il frenulo è ispessito da un bargiglio periradiale, una membrana a forma di triangolo equilatero. Questo bargiglio è assente nella maggioranza delle Carybdeida e diffuso nelle Chirodropida e nelle meduse Irukandji. 

## Canali del velarium

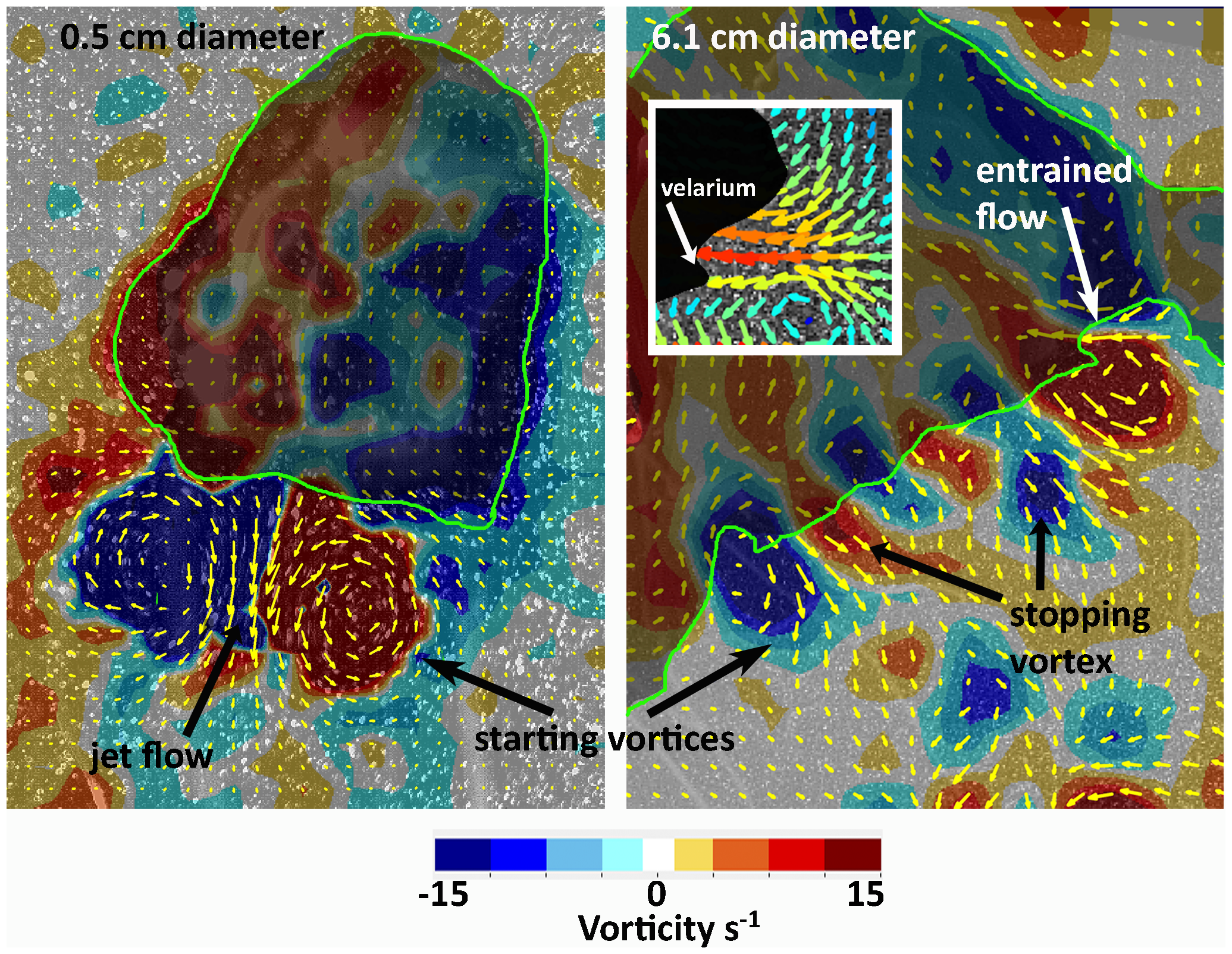
Vettori velocità dei flussi d'acqua attorno a due meduse. Il flusso che emerge dalla campana di una piccola Chiropsella bronzie (a sinistra) è caratterizzato da un singolo getto e da un solo vortice. Il flusso generato da un esemplare più grande (a destra) è più complesso con il vortice del ciclo natatorio precedente che interagisce con il nuovo vortice generato dalla contrazione del velarium. Nel riquadro, l'ingrandimento mostra che le massime velocità (in rosso) del flusso sono orientate verso l'inflessione del velarium.

I canali del velarium sono piccoli solchi che nascono come estensioni della cavità gastrica della medusa e le cui diramazioni ed il numero sono tratti distintivi di ogni specie. Nelle Carybdeida, i canali sono molto diversificati, al contrario dell'uniformità che si può riscontrare nelle Chirodropida. 
La classificazione dei canali del velarium si fa generalmente per ottante e considerando un numero e disposizione media sugli otto ottanti della campana, a meno che non siano così numerosi e densi da non poter essere enumerati. La forma può essere semplice e lineare, biforcata, a tre o più diramazioni che nascono da una stessa radice, dentritica (ossia dalle diramazioni complesse e senza uno schema preciso) o a forma di foglia (con diramazioni che nascono lateralmente da un ramo comune). 
I canali generalmente non portano nematocisti, tranne nel caso della Carukia barnesi che possiede un unico grande gruppo di nematocisti sul canale più vicino al perradio.

## Propulsione
Le cubomeduse sono estremamente efficienti ed agili nel nuotare, capaci di cambiare direzione rapidamente e di inseguire attivamente le loro prede.
Fra gli cnidari, sono migliori nuotatrici delle scyphomeduse e di tutti gli idrozoi con il corpo a disco. Anche fra gli idrozoi, l'efficienza nel nuoto è dettata da una struttura simile chiamata velum, presente nelle specie con il corpo a campana.
Le meduse si spostano rapidamente grazie ad una propulsione a getto d'acqua, creata dalle contrazioni successive del velarium. Per meduse di taglia inferiore ai 4 cm, la propulsione deriva essenzialmente dal getto d'acqua spinto da sotto l'ombrella, mentre per meduse di taglia superiore, è frutto di una combinazione del flusso espulso dall'interno dell'ombrella e della spinta dell'acqua fuori dalla campana, come per uno spostamento con i remi. I frenuli potrebbero avere un ruolo nel mantenere l'angolatura del velarium per facilitare le propulsione.
Studi fatti su Chiropsella bronzie e Chironex fleckeri hanno mostrato che le contrazioni del velarium sono molto rapide, con pulsazioni dell'ordine di 2-3 Hz, con la particolarità che le meduse più piccole pulsano l'acqua più rapidamente. L'efficacia del nuoto per acqua pulsata è tale, che le meduse avanzano anche durante la fase di espansione della campana, con velocità massime toccate ad ogni ciclo natatorio.
Il movimento del velarium durante il nuoto varia a seconda della taglia della medusa. Per le specie più piccole, viene risucchiato all'interno della sub-ombrella durante la fase di espansione ed espulso durante la contrazione. Per le specie di dimensioni maggiori, il velarium è percorso da un'inflessione ad onda, con un movimento che si propaga dal margine della campana fino all'estremità del velarium.
La coordinazione delle contrazioni del velarium è dettata dai quattro ropali della cubomedusa. Ogni ropalio è sito in una nicchia dell'esombrella ed è formato da uno statociste (un organo che dà alla medusa il senso dell'orientamento spaziale), due occhi complessi con un cristallino e fino a quattro ocelli, degli occhi semplici dotati di fotoricettori. In particolare, il centro nervoso che comanda il nuoto è sito la parte alta del ropalio, quella più prossima al gambo che lo connette al corpo della medusa. Una cubomedusa è capace di nuotare con un solo ropalio.
Nelle Carybdea e le Tripedalia, la muscolatura circolare della subumbrella e del velarium è innervata da una rete di neuroni, con una quantità maggiore presente proprio nel velarium. Ciò suggerisce che questo ha un ruolo nel cambiamento di direzione, dato che una contrazione di una singola zona del velarium produce un flusso d'acqua che -di fatto- fa voltare l'intera campana.